# Chrystal
Chrystal Jade Ruby Opal Orchard (* 1988 oder 1989 in Farnworth, Greater Manchester) ist eine britische Singer-Songwriterin und Künstlerin der Elektronischen Tanzmusik.

## Leben
Chrystal Jade Ruby Opal Orchard stammt aus Farnworth in Greater Manchester und wurde 1988 oder 1989 geboren. Als Kind war sie ein großer Fan von R&B, Hip-Hop, UK Garage und den Vengaboys. In ihren Teenagerjahren hatte sie eine schwere Depression und wurde jung Mutter einer Tochter. Mit 22 Jahren begann sie Rechtswissenschaften an der University of Bolton zu studieren, brach ihr Studium jedoch ab, um sich auf die Musik zu konzentrieren. Sie besuchte die Manchester Creative and Media Academy, wo sie Musik und Musikproduktion studierte. Daneben ging sie zusammen mit ihrer Schwester regelmäßig auf Raves, wo sie auch auftrat. Außerdem begann sie Musikvideos aus Bolton hochzuladen, die die Aufmerksamkeit der Plattenfirma 37 Records erregten, die sie unter Vertrag nahm.
2017 veröffentlichte sie die Single Waves, der von ihren Clubjahren als Teenager beeinflusst war. Damals war Donk populär, eine Abart des UK Hard House. Der Song wurde zum Track der Woche auf BBC Radio 1Xtra und auf Beats 1 zum sogenannten „World Record“. The Sunday Times listete den Song am 20. August 2017 als „Hottest Track“. Es folgten weitere Singles, darunter New Shoes 2017, Anfang 2018 2 Real und Vibe Ende 2018. 2019 beendete sie zunächst ihre Musikkarriere und begann als Toningenieurin zu arbeiten. 
2024 erreichte die Single The Days die britischen Singlecharts. Im Januar 2025 erreichte sie dort mit Platz 4 ihre bislang höchste Platzierung. Mit einem Remix von Notion erreichte die Single auch Chartpositionen in anderen Ländern. Der Song war zu diesem Zeitpunkt bereits mehr als 10 Jahre alt. Im Januar 2024 hatte sie ein kleines Tonstudio eröffnet und überarbeitete liegengebliebene Songs aus den Jahren 2014 bis 2016, die sie unter dem Namen Unarchived herausgebracht hatte. Nach dem Erfolg von The Days unterschrieb sie bei Chaos Recordings.

## Diskografie

### Alben
- 2014: Unarchived 2014 (Selbstverlag)
- 2016: Unarchived 2016 (Selbstverlag)
- 2023: Dance Again (Selbstverlag)

### EPs
- 2015: Unarchived 2015
- 2024: The Days (Remixes)

### Singles
- 2016: Yaris 2 Paris
- 2017: Waves
- 2017: New Shoes
- 2018: 2 Real
- 2018: Tank
- 2018: Vibe
- 2020: Cycles
- 2020: White Lies
- 2024: The Days
- 2025: Dior (MK feat. Chrystal)

## Auszeichnungen für Musikverkäufe
| Goldene Schallplatte - Belgien - 2025: für die Single The Days - Polen - 2025: für die Single The Days | 2× Platin-Schallplatte - Neuseeland - 2025: für die Single The Days |

Anmerkung: Auszeichnungen in Ländern aus den Charttabellen bzw. Chartboxen sind in ebendiesen zu finden.
| Land/RegionAuszeichnungen für Musikverkäufe (Land/Region, Auszeichnungen, Verkäufe, Quellen) | Silber  | Gold     | Platin     | Verkäufe | Quellen          |
| -------------------------------------------------------------------------------------------- | ------- | -------- | ---------- | -------- | ---------------- |
| Belgien (BRMA)                                                                               | —       | Gold1    | —          | 20.000   | ultratop.be      |
| Neuseeland (RMNZ)                                                                            | —       | —        | 2× Platin2 | 60.000   | radioscope.co.nz |
| Polen (ZPAV)                                                                                 | —       | Gold1    | —          | 62.500   | olis.pl          |
| Vereinigtes Königreich (BPI)                                                                 | Silber1 | —        | Platin1    | 800.000  | bpi.co.uk        |
| Insgesamt                                                                                    | Silber1 | 2× Gold2 | 3× Platin3 |          |                  |